# Aerangis calantha
Aerangis calantha es una orquídea epífita originaria de África.

## Descripción
Es una orquídea de pequeño tamaño que prefiere clima caliente a fresco, es de hábito epífita, con tallo leñoso y con  2 a 6 hojas  lineales  de color verde oscuro con algunos puntos negros,  y el ápice poco bilobulado de manera desigual. Florece en una inflorescencia axilar o por debajo de la hojas, colgante con 12 cm de largo y de 2 a 10 flores de 2 cm de ancho. La floración se produce en la primavera

## Distribución y Hábitat
Se encuentra en Ghana, Costa de Marfil, República Centroafricana, Camerún, Congo, Guinea Ecuatorial, Gabón, Zaire, Tanzania, Uganda y Angola en el bosque primario en la profunda sombra sobre  pequeñas ramas en alturas de 100 a 1650 m s. n. m.

## Taxonomía
Aerangis calantha fue descrita por (Schltr.) Schltr. y publicado en Beihefte zum Botanischen Centralblatt 36: 115. 1918.
Etimología
El nombre del género Aerangis procede de las palabras griegas: aer = (aire) y angos = (urna), en referencia a la forma del labelo.
calantha: epíteto latino que significa "flor con forma de tapa".
Sinonimia
- Aerangis parvula Schltr. 1919
- Aerangis roseocalcarata (De Wild.) Schltr. 1918
- Aerangis sankuruensis (De Wild.) Schltr. 1918
- Angraecum calanthum Schltr. 1905
- Angraecum roseocalcaratum De Wild 1916
- Angraecum sankuruense De Wild 1916[1][4][5]